# إيسيليو
إيسيليو هي بلدية في مدينة تورينو الحضرية، في منطقة بيمنتة الإيطالية، وتقع على بعد حوالي 45 كيلومتر شمال تورينو .
تقع إيسيليو على حدود البلديات التالية: كاستيلامونتي، وفال دي تشي، وروليو، وفيستروريو، وفيدراكو.